# 稲城教会
稲城教会（いなぎきょうかい）は東京都稲城市に位置する教会。
日本基督教団に属している。

## 年表
- 1945年、稲城村にあった旧陸軍火工廠の寄宿者が海外同胞援護会に払下げられ、疎開者・引揚者など約三百世帯を収容した。
- 1946年、食糧不足により栄養失調、皮膚病が発生。米軍のメディカルミッション医療宣教団が治療を行い、同時に聖書を配布。宣教師ミス・キルバンが医療宣教団の通訳を麻布南部坂教会の副島信牧師に依頼する。副島信牧師とその夫であり同じく麻布南部坂教会の副島正人牧師が、引揚者寮事務所の一室で聖書研究会と教会学校を始め、１年あまり継続。[2]
- 1948年、中断していた集会を再開。
- 1949年6月1日、稲城伝道所を創立。[3]
- 1952年、麻布南部坂教会からベビーオルガンを寄贈される。
- 1952年5月11日、婦人会を結成。5月18日、竹森満佐一を招いて春季伝道礼拝を行う。11月には桑田秀延を招いて特別伝道礼拝を行う。[4]
- 1954年11月22日、賀川豊彦による伝道講演会を稲城村青年俱楽部で使用していた建物で行う。
- 1955年、教会学校を開始。
- 1956年、青年会を結成。
- 1963年7月、青山教会から移築された会堂を献堂。付属幼稚園愛児園を開園し、稲城村で二番目に開園した幼稚園となる。
- 1978年10月、新会堂を献堂。[5]
- 1986年3月、愛児園閉園。
- 1988年3月、細川牧師が辞任。
- 1988年4月、猪苗代教会の小堀千明牧師を招聘。健康上の理由で間もなく辞任。
- 1988年10月、農村伝道神学校の東海林勤牧師を代務者として招聘。
- 1989年1月、新名サノ牧師を担任牧師として招聘。7月、新名牧師が辞任。
- 1991年、東海林牧師が主任担任牧師に就任。[6]

## 歴代牧師
- 開拓牧師：副島正人
- 初代：細川静
- 二代：小堀千明
- 三代：東海林勤

## 所在地
- 東京都稲城市長沼1086

## 交通アクセス
- 南武線稲城長沼駅から徒歩2～3分

## 文献
- 日本基督教団稲城教会、1996年、『稲城教会45年の歩み』  pp. 135